# Parchevich Ridge
Parchevich Ridge är en bergstopp i Antarktis. Den ligger i Sydshetlandsöarna. Argentina, Chile och Storbritannien gör anspråk på området. Toppen på Parchevich Ridge är 370 meter över havet.
Terrängen runt Parchevich Ridge är huvudsakligen kuperad, men söderut är den platt. Havet är nära Parchevich Ridge österut. Trakten är glest befolkad. Närmaste befolkade plats är Maldonado Station, 10,7 kilometer nordväst om Parchevich Ridge. 